# Ericentrus rubrus
Ericentrus rubrus är en fiskart som först beskrevs av Frederick Wollaston Hutton 1872.  Ericentrus rubrus ingår i släktet Ericentrus och familjen Clinidae. Inga underarter finns listade i Catalogue of Life.